# كلاركسفيل (تينيسي)
كلاركسفيل (بالإنجليزية: Clarksville, Tennessee)‏ هي مدينة تقع في مقاطعة مونتغومري (تينيسي) بولاية تينيسي في وسط شرق الولايات المتحدة. تأسست عام 1785، تبلغ مساحة هذه المدينة 247.4 (كم²)، وترتفع عن سطح البحر 155 م، بلغ عدد سكانها 132929 نسمة في عام 2010 حسب إحصاء مكتب تعداد الولايات المتحدة وتصل الكثافة السكانية فيها نسمة/كم2.

## التركيبة السكانية
حدّد مكتب تعداد الولايات المتحدة بيانات التركيبة السكانية لكلاركسفيل في تعداد الولايات المتحدة. في ما يلي، التركيبة السكانية حسب تعدادي 2000 و2010.

### تعداد عام 2000
بلغ عدد سكان كلاركسفيل 103,455 نسمة بحسب تعداد عام 2000، وبلغ عدد الأسر 36,969 أسرة وعدد العائلات 26,965 عائلة مقيمة في المدينة. في حين سجلت الكثافة السكانية 400 نسمة لكل كيلومتر مربع (1,036.0/ميل2). وبلغ عدد الوحدات السكنية 40,041 وحدة بمتوسط كثافة قدره 154.8 لكل كيلومتر مربع (400.9/ميل2).
وتوزع التركيب العرقي للمدينة بنسبة 67.91% من البيض و23.23% من الأمريكيين الأفارقة و0.54% من الأمريكيين الأصليين و2.16% من الأمريكيين ذوي الأصول الآسيوية و0.25% من سكان جزر المحيط الهادئ و2.61% من الأعراق الأخرى و3.30% من عرقين مختلطين أو أكثر و6.03% من الهسبانيون أو اللاتينيون من أي عرق.
بلغ عدد الأسر 36,969 أسرة كانت نسبة 44.5% منها لديها أطفال تحت سن الثامنة عشر تعيش معهم، وبلغت نسبة الأزواج القاطنين مع بعضهم البعض 56.4% من أصل المجموع الكلي للأسر، ونسبة 13.1% من الأسر كان لديها معيلات من الإناث دون وجود شريك، بينما كانت نسبة 3.5% من الأسر لديها معيلون من الذكور دون وجود شريكة وكانت نسبة 27.1% من غير العائلات. تألفت نسبة 21.1% من أصل جميع الأسر من عدة أفراد يعيشون في نفس المنزل ونسبة 5.3% كانت تتألف من شخص يعيش بمفرده يبلغ من العمر 65 عاماً أو أكثر. وبلغ متوسط حجم الأسرة المعيشية 2.69، أما متوسط حجم العائلات فبلغ 3.12.
بلغ العمر الوسطي للسكان 28.8 عاماً. وكانت نسبة 28.7% من القاطنين تحت سن الثامنة عشر، وكانت نسبة 11.3% بين الثامنة عشر والرابعة والعشرين عاماً، ونسبة 33.9% كانت واقعةً في الفئة العمرية ما بين الخامسة والعشرين والرابعة والأربعين عاماً، ونسبة 15.5% كانت ما بين الخامسة والأربعين والرابعة والستين، ونسبة 6.7% كانت ضمن فئة الخامسة والستين عاماً فما فوق. يوجد لكل 100 أنثى 98.2 ذكر، ويوجد لكل 100 أنثى في الثامنة عشر من عمرها فما فوق 94.6 ذكر.
بلغ متوسط دخل الأسرة في المدينة 27,115 دولارًا، أما متوسط دخل العائلة فبلغ 31,414 دولارًا. وكان متوسط دخل الذكور 27,490 دولارًا مقابل 20,950 دولارًا للإناث. وسجل دخل الفرد الخاص بالمدينة 14,811 دولارًا. وكانت نسبة 16% من العائلات ونسبة 19.8% من السكان تحت خط الفقر، وكان من هؤلاء نسبة 26.6% تحت سن الثامنة عشر ونسبة 15.8% في الخامسة والستين من العمر وما فوق.

### تعداد عام 2010
بلغ عدد سكان كلاركسفيل 132,929 نسمة بحسب تعداد عام 2010، وبلغ عدد الأسر 49,439 أسرة وعدد العائلات 34,478 عائلة مقيمة في المدينة. في حين سجلت الكثافة السكانية 514 نسمة لكل كيلومتر مربع (1,331.3/ميل2). وبلغ عدد الوحدات السكنية 54,815 وحدة بمتوسط كثافة قدره 211.9 لكل كيلومتر مربع (548.8/ميل2).
وتوزع التركيب العرقي للمدينة بنسبة 65.55% من البيض و23.17% من الأمريكيين الأفارقة و0.61% من الأمريكيين الأصليين و2.33% من الأمريكيين ذوي الأصول الآسيوية و0.47% من سكان جزر المحيط الهادئ و2.82% من الأعراق الأخرى و5.06% من عرقين مختلطين أو أكثر و9.25% من الهسبانيون أو اللاتينيون من أي عرق.
بلغ عدد الأسر 49,439 أسرة كانت نسبة 41.5% منها لديها أطفال تحت سن الثامنة عشر تعيش معهم، وبلغت نسبة الأزواج القاطنين مع بعضهم البعض 48.8% من أصل المجموع الكلي للأسر، ونسبة 16.3% من الأسر كان لديها معيلات من الإناث دون وجود شريك، بينما كانت نسبة 4.6% من الأسر لديها معيلون من الذكور دون وجود شريكة وكانت نسبة 30.3% من غير العائلات. تألفت نسبة 23.7% من أصل جميع الأسر من عدة أفراد يعيشون في نفس المنزل ونسبة 5.4% كانت تتألف من شخص يعيش بمفرده يبلغ من العمر 65 عاماً أو أكثر. وبلغ متوسط حجم الأسرة المعيشية 2.63، أما متوسط حجم العائلات فبلغ 3.12.
بلغ العمر الوسطي للسكان 28.6 عاماً. وكانت نسبة 28.4% من القاطنين تحت سن الثامنة عشر، وكانت نسبة 13.7% بين الثامنة عشر والرابعة والعشرين عاماً، ونسبة 31.8% كانت واقعةً في الفئة العمرية ما بين الخامسة والعشرين والرابعة والأربعين عاماً، ونسبة 18.8% كانت ما بين الخامسة والأربعين والرابعة والستين، ونسبة 7.3% كانت ضمن فئة الخامسة والستين عاماً فما فوق. وتوزع التركيب الجنسي للسكان بنسبة 48.7% ذكور و51.3% إناث.

## أعلام
- بات ساميت
- إيدا غراي
- ترنتون هاسل
- جوني غراندي
- جيمس إي. بيلي
- فرانك سوتون
- ترافيس ستيفنز
- جيمس بي. رينولدز
- مستر فوجي
- جون فورد هاوس

## وصلات خارجية
- http://www.cityofclarksville.com/
- The US50 - Cities and Towns in Tennessee State